# Aéroport international de Zangilan
L'aéroport international de Zangilan est situé à Zangilan, en Azerbaïdjan.

## Histoire
En 2020, la ville de Zangilan a été reprise par l'armée azerbaïdjanaise après 27 ans d'occupation par les forces arméniennes. À la suite de cela, le gouvernement azerbaïdjanais a lancé un processus de déminage pour nettoyer la ville et ses environs des mines terrestres
La construction de l'aéroport a commencé en mai 2021 et l'aéroport a été inauguré le 20 octobre 2022 par le président de l'Azerbaïdjan Ilham Aliyev et le président de la Turquie Recep Tayyip Erdoğan. C'est l'un des huit aéroports internationaux du pays.